# Heinrich Günther (Politiker)
Heinrich Günther (* 17. Februar 1868 in Röbel/Müritz; † 26. Juli 1933 auf einer Reise von Reykjavik zur Magdalenenbucht (Spitzbergen)) war ein deutscher Arzt, Medizinalrat und Politiker (DNVP).

## Leben
Heinrich Günther war ein Sohn des praktischen Arztes Heinrich Ludwig Friedrich Günther (1833–1898) und besuchte die Bürgerschule in Röbel. Nach dem Besuch des Gymnasiums in Waren, wo er Ostern 1887 sein Abitur ablegte, begann Günther anschließend ein Medizinstudium an der Universität Rostock. Seit 1887 gehörte er der Rostocker Burschenschaft Obotritia an. In dieser Zeit diente er als Einjährig-Freiwilliger im Füsilier-Regiment Nr. 90. Im Wintersemester 1889/90 setzte er sein Studium an der Universität Würzburg fort und war ab Ostern 1890 bis 1891 in Berlin. Im März 1889 hatte er in Rostock die ärztliche Vorprüfung bestanden. Es folgte Ende März 1892 das medizinische Staatsexamen in Berlin und Mitte Mai 1892 das Examen rigorosum. Ende Mai 1892 gab er seine Dissertation zum Thema Ein Fall von Porro-Operation mit glücklichem Ausgange für Mutter und Kind an der Friedrich-Wilhelm-Universität Berlin für den Bereich Medicin und Chirurgie ab.
1893 wurde er Assistenzarzt am Stift Bethlehem in Ludwigslust. Von 1895 bis 1898 war er am gleichen Ort praktischer Arzt. Anschließend war er Kreisphysikus in Hagenow, später dann zusätzlich Kreisarzt des Medizinalbezirks Boizenburg. Im Jahre 1902 wurde er zum Sanitätsrat und 1911 zum Medizinalrat befördert.
Im Ersten Weltkrieg wurde er Oberstabsarzt und war u. a. Chefarzt eines Feldlazaretts.
1919 gehörte er für die DNVP und Anfang des Jahres im 1. Wahlkreis gewählt dem Verfassunggebenden Landtag von Mecklenburg-Schwerin an, gab er durch eine Austrittserklärung sein Mandat jedoch schon im Juli 1919 wieder zurück. Für ihr rückte später Heinrich Becker nach.
Bis 1923 blieb er als Kreisarzt im Medizinalbezirk Boizenburg aktiv, erkrankte und wurde am 1. Juli 1923 aus dem Staatsdienst entlassen. 1924 wird er aber wieder als Kreisarzt für den Medizinalbezirk Boizenburg geführt.
Er war u. a. Mitglied der Gesellschaft Deutscher Naturforscher und Ärzte, der Deutschen Gesellschaft für Chirurgie und des Vereins für öffentliche Gesundheitspflege.

## Werke (Auswahl)
- Sektionsbefund bei Tod durch elektrische Ströme. Zeitschrift für Medizinalbeamte, 1908, Jahrgang 21, Nr. 2, Beilage.

## Weblink
- Dissertation Ein Fall von Porro-Operation mit glücklichem Ausgange für Mutter und Kind